# Sebastián Wainraich
Sebastián Marcelo Wainraich (Buenos Aires, 23 de mayo de 1974) es un actor, productor,  guionista y presentador de radio y televisión argentino.
Actualmente está al frente de Vuelta y media en Urbana Play FM.
Además tiene un late night show en El Trece llamado «La noche perfecta»

## Biografía
Comenzó su carrera en la radio, desempeñando distintos roles en estaciones alternativas o barriales de baja potencia de Buenos Aires. Ya durante sus primeros años en emisoras importantes, trabajó para los programas de Nacho Goano (Producción Cero en Rock & Pop), Nahuel Suárez (Rock de acá en Rock & Pop), Fabian Couto (Radio Infierno en Nacional Rock), Eduardo de la Puente (Clasico de clásicos en Rock & Pop), Alfred Oliveri (MetroBar en Metro 95.1), Bahiano (Casa Babylon en Metro 95.1) y Fernando Peña (El Parquímetro en Metro 95.1 y Cucuruchos en la frente en Rock & Pop), entre otros.
Un tiempo después, debutó en la televisión como guionista de Perdidos en el espacio con Javier Botía en América TV. Y en el teatro como productor y guionista de diversas obras de Fernando Peña (Esquizopeña, El niño muerto y La burlona tragedia del corpiño).
Logró el reconocimiento a mediados de la década de 2000, como integrante de Duro de domar en El Trece. También como presentador de Metro y Medio en Metro 95.1. Entre 2005 y 2010 condujo Televisión Registrada junto a Gabriel Schultz y José María Listorti.
Desde 2020 protagoniza la serie web Casi feliz, creada por él junto a Hernán Guerschuny.

## Trayectoria

### Radio
Radio Uno
- Mamá paga

Rock & Pop
- Mamá paga

Metro 95.1
- Dos tipos audaces[4]
- Metro y medio
- El Parquímetro

Aspen 102.3
- Noon A / Wanna Be[5]

Urbana Play
- Vuelta y media

### Televisión
América TV
- Indomables
- Arde Troya

El Trece
- Duro de domar
- Televisión Registrada (TVR)
- Los únicos
- La Biblia y El Calefón
- Solamente vos
- El payaso Plim Plim
- Reencuentros
- La noche perfecta

Televisión Pública
- Ciega a citas
- Recordando el show de Alejandro Molina

El Nueve
- Televisión Registrada (TVR)

VH1 Latinoamérica
- VH1 Stand Up

Encuentro
- Recordando el show de Alejandro Molina

Comedy Central Latinoamérica
- Stand Up Argentina

TBS Latinoamérica
- El Mundo desde abajo[6]

Disney Junior Latinoamérica
- El payaso Plim Plim, un héroe del corazón

Cartoon Network Latinoamérica
- Ping Pong Animado

Telefe
- Loco por vos
- Cien días para enamorarse

Netflix
- Sebastián Marcelo Wainraich (especial de stand-up)
- Casi feliz[7]

### Teatro
- Cómico, Stand Up 2
- Oi, Oi, Hoy
- Cómico Stand Up 3
- Socios
- Demasiado cool para morir
- Cómico, Stand Up 4
- Wainraich y los frustrados
- Los restos de la memoria
- Frágil[8]

### Libros
- Estoy cansado de mí y otros cuentos, ISBN 9789875021839.
- Ser feliz me da vergüenza y otros cuentos, ISBN 9789500729321.
- Patria y familia, ISBN 9789504989080

### Cine
- 2013: Por un tiempo de Gustavo Garzón.[9]
- 2013: Back to the Siam de Gonzalo Roldán, como él mismo (cameo).[10]
- 2016: Una noche de amor de Hernán Guerschuny, como Leonel "Leo".
- 2016: Me casé con un boludo de Juan Taratuto, como él mismo (cameo).
- 2016: Caída del cielo de Néstor Sánchez Sotelo, como Ignacio.
- 2019: No soy tu mami de Marcos Carnevale, como Fernando.

## Premios y reconocimientos
| Premio                    | Categoría  | Programa   | Canal   | Resultado |
| ------------------------- | ---------- | ---------- | ------- | --------- |
| Premio Martín Fierro 2004 | Revelación | Indomables | América | Ganador   |